# بين سميث (لاعب كرة قدم أمريكية أمريكي)
بين سميث (بالإنجليزية: Benjamin J. Smith)‏ هو لاعب كرة قدم أمريكية أمريكي، ولد في 14 مايو 1967 في وارنر روبينز في الولايات المتحدة.

## وصلات خارجية
- بنجامين سميث على موقع مرجع كرة القدم المحترفة.كوم (الإنجليزية)